# El Guabo (Colón)
El Guabo es un corregimiento del distrito de Chagres en la provincia de Colón, República de Panamá. La localidad tiene 1.330 habitantes (2010).